# Leonhard Mahlein
Leonhard („Loni“) Mahlein (* 4. April 1921 in Nürnberg; † 18. Dezember 1985 in Stuttgart) war von 1968 bis 1983 Vorsitzender der IG Druck und Papier.

## Leben
Mahlein kam aus einer Familie der Arbeiterbewegung. Sein Vater war Hilfsarbeiter bei der Bahn in der Güterabfertigung und Verfolgter des Naziregimes. Nach dem Abschluss der Volksschule erlernte Mahlein den Beruf des Buchdruckers. Er musste diese wegen „politischer Unzuverlässigkeit“ unterbrechen. Er wurde zum Kriegsdienst eingezogen und 1941 mehrfach verwundet. Schwer verletzt kam er nach Kriegsende heim und legte die Meisterprüfung ab.
Nach dem Krieg war Mahlein Gewerkschaftssekretär und Mitglied der KPD bis 1952. Von 1946 bis 1949 betätigte sich Mahlein als Jugendleiter der IG Druck und Papier in Nürnberg. Von 1951 bis 1956 war er als Fachlehrer in Nürnberg angestellt. Von 1956 bis 1965 war er zweiter Vorsitzender der IG Druck und Papier in Bayern. 1965 wurde Mahlein erster Vorsitzender und hauptberuflicher Gewerkschaftsfunktionär. Von 1968 bis 1983 war Mahlein dann Bundesvorsitzender der IG Druck und Papier. Nachdem der Deutsche Gewerkschaftsbund (DGB) die Unvereinbarkeit der Mitgliedschaften im DGB und in der KPD beschlossen hatte, wurde Mahlein 1956 Mitglied der SPD.
In seiner Zeit als Vorsitzender führte die IG Druck und Papier in den Jahren 1973, 1976 und 1978 wichtige Arbeitskämpfe. Der Arbeitskampf 1973 endete mit einer 13-prozentigen Lohnerhöhung, mit überproportionaler Anhebung der unteren Lohngruppen um bis zu 17 % – ein Rekordwert. Die Inflationsrate lag 1973 bei 7,1 %. Trotz aller Härte beim Arbeitskampf um Lohnprozente: Mahlein verstand die Gewerkschaften nicht als „Lohnmaschine“, sondern auch als politische Bewegung der Arbeitnehmerinnen und Arbeitnehmer, die sich für eine Umgestaltung von Wirtschaft und Gesellschaft einsetzt. Deshalb war er auch in der Friedensbewegung aktiv und setzte sich als Präsident der Internationalen Grafischen Föderation (IGF), der er von 1976 bis 1985 war, für die Überwindung des Ost-West-Gegensatzes ein.
Ein wichtiges Anliegen von Mahlein war die Zusammenführung aller Beschäftigten in der Medienwirtschaft zu einer Mediengewerkschaft. Ein erster Schritt auf diesem Weg war für ihn der Beitritt der Mitglieder des Verbands deutscher Schriftsteller (VS) 1973. Ein weiter Schritt, war ein Kooperationsvertrag mit der  Rundfunk-Fernseh-Film-Union in der Gewerkschaft Kunst. Am 3. Dezember 1985, wenige Tage vor seinem Tod, erlebte Mahlein noch den Gründungsakt der IG Medien.
Angesichts schwerer Verluste der SPD bei den Landtags- und Kommunalwahlen 1982 gab Mahlein Bundeskanzler Helmut Schmidt die Schuld am schlechten Abschneiden der Sozialdemokraten.  Wörtlich schrieb Mahlein: „Man kann die Macht auch verspielen, indem man seine Grundsätze scheibchenweise aufgibt, nur um kurzfristig an der Macht zu bleiben.“
Am 18. Dezember 1985 verstarb Leonhard Mahlein überraschend an einem Herzinfarkt.

## Anerkennung
- Die Gewerkschaft ver.di verleiht regelmäßig die Leonhard-Mahlein-Medaille
- Der Medienbereich in ver.di Nürnberg hat die Benennung einer Straßen nach Leonhard Mahlein vorgeschlagen.[4]